# Chris (football)
Pour les articles homonymes, voir Chris.
Pour les articles ayant des titres homophones, voir Cris (homonymie) et Chrys.
Christian Maicon Hening, souvent surnommé Chris, né le 25 août 1978 à Blumenau, est un footballeur brésilien d'origine italienne et allemande évoluant au poste de défenseur.

## Carrière
- 2001 : Botafogo Futebol Clube (Brésil).
- 2001 : Coritiba FC (Brésil).
- 2002 : SC Internacional (Brésil).
- 2003 : FC Sankt Pauli (Allemagne).
- 2003-2011 : Eintracht Francfort (Allemagne).
- 2011-2012 : VfL Wolfsburg (Allemagne).
- 2012-2013 : TSG 1899 Hoffenheim (Allemagne).

## Palmarès
Néant